# Cabrela (Sintra)
Cabrela é uma localidade da freguesia de Terrugem, localizada na zona norte e rural do concelho de Sintra. Confina com Faião, Silva e Casais de Cabrela, formando estas quatro localidades a "Sociedade Recreativa Desportiva Progressista de Cabrela, Casais de Cabrela, Silva e Faião", o centro da actividade cultural de Cabrela.

## Património e Cultura
- Fonte de Cabrela ou Fonte Velha
- Vale de Cabrela (Aldeia Antiga, Moinhos e Ponte Romana)
- Recreativa Desportiva Progressista de Cabrela, Casais de Cabrela, Silva e Faião

## Actividade económica
Cabrela possui uma fraca actividade económica que, mesmo no âmbito da freguesia de Terrugem, é insignificante. A agricultura configura-se como a actividade de maior expressão entre os mais idosos. A indústria é praticamente inexistente e os serviços disponibilizados são poucos (destaque para os serviços básicos como cafés e mercearias).

## Polos de influência e fluxos de pessoas
Cabrela encontra-se na confluência de duas sedes de freguesia - Terrugem e Montelavar - sendo passagem obrigatória na ligação rodoviária daquelas duas localidades. Ambas as sedes de freguesia apresentam uma oferta a nível de serviços que complementam a parca actividade económica da aldeia e exercem níveis de influência semelhantes, atraindo um fluxo de pessoas constante em busca desses mesmos serviços (exemplo de postos de combustível ou farmácias). Por outro lado, e numa escala maior, aparecem as zonas urbanas do concelho de Sintra e a própria cidade de Lisboa, para onde confluem grande parte dos jovens e adultos em idade activa para estudar ou trabalhar.